# Philipp Veit
Philipp Veit, wcześniej Feibisch Veit (ur. 13 lutego 1793 w Berlinie, zm. 18 grudnia 1877 w Moguncji) – niemiecki malarz. Wnuk Mosesa Mendelssohna. Był uczniem Friedricha Matthäi w Dreźnie, gdzie wstąpił do Nazareńczyków. Tworzył biblijne, historyczne obrazy, zwłaszcza freski.

## Życiorys
Philipp Veit urodził się 13 lutego 1793 jako syn bankiera – Simona Veita i Dorothei Veit, z domu Mendelssohn. Gdy był małym chłopcem, jego rodzice rozwiedli się. W 1799 wraz z matką przeprowadził się do Jeny, gdzie mieszkał jego ojczym, Friedrich Schlegel. W 1806 jego ojciec sprowadził go do siebie, do Berlina. Tam uczęszczał do gimnazjum – Graues Kloster, do 1808. W 1809 Veit opuścił Berlin razem ze swoim bratem, Johannesem Veitem, by studiować malarstwo na Akademii Sztuk Pięknych w Dreźnie. Jego nauczycielem był wtedy między innymi Caspar David Friedrich.
Od 1811 Philipp Veit mieszkał z matką i ojczymem w Wiedniu, gdzie wkrótce zaprzyjaźnił się z pisarzem – Josephem von Eichendorffem. Tam dalej kontynuował naukę malarstwa. W 1813, wraz z Eichendorffem dołączył do Korpusu Lützowa, później brał udział w wojnach wyzwoleńczych. Po opuszczeniu wojska w 1815 wrócił do Wiednia.
9 grudnia 1816 Veit został przyjęty do Nazareńczyków – stowarzyszenia malarzy, głównie pochodzenia niemieckiego, znajdującego się w Rzymie.

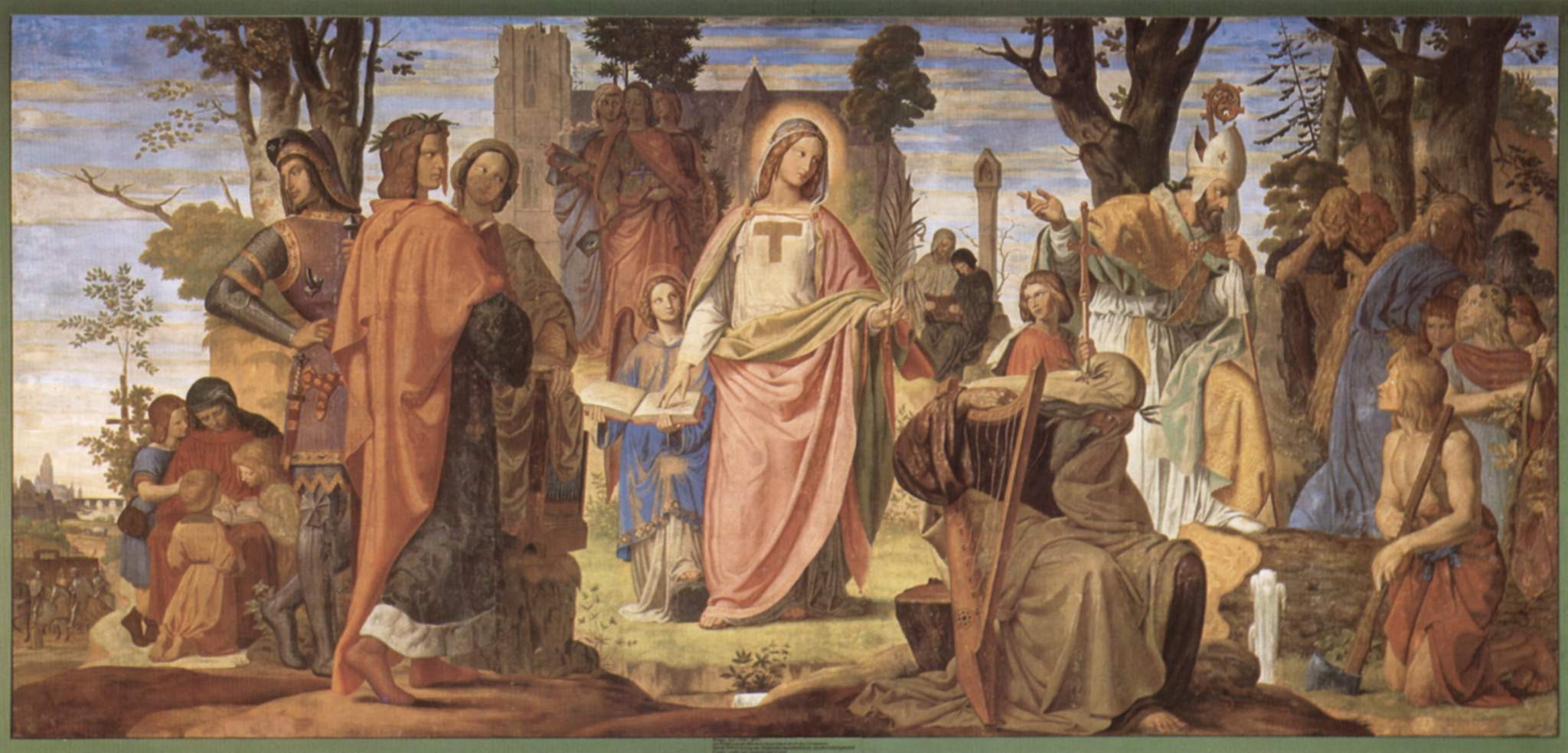
Tryptyk Philippa Veita (1834–1836)

W 1821 ożenił się z Karoliną Pulini (1806–1890). Córką rzeźbiarza – Gioacchino Pulini i Benedetty, z domu Gürtler. Para miała pięcioro dzieci: Marię Dorotheę Aloisię (1822–1897); Marię Theresę (1824–1870); Marię Franziskę (1824–1912); Marię Benedictę (1828–1838) i Friedricha Anastasię Marię (1830–1878). W 1830 przeprowadził się ze swoją rodziną do Frankfurtu i pracował jako dyrektor Städel Museum i malarz: między innymi namalował tryptyk „Wprowadzenie sztuki przez chrześcijaństwo w Niemczech”, który przetrwał II wojnę światową.
Veit malował obywateli Frankfurtu, portrety ludzi z wyższych klas społecznych. W 1843 zrezygnował ze stanowiska dyrektora i przeniósł się do pracowni artystycznej w Sachsenhausen. Zabrał ze sobą wielu swoich studentów. Nawet po rezygnacji ze stanowiska dyrektora nadal pracował jako malarz we Frankfurcie. Namalował portrety Karola Wielkiego, Ottona IV i Fryderyka II Hohenstaufa, które dzisiaj znajdują się w sali cesarskiej, w Römer. Namalował również cykl malowideł ściennych na zachodniej, wewnętrznej kopule i łuki nawy w katedrze, w Moguncji.

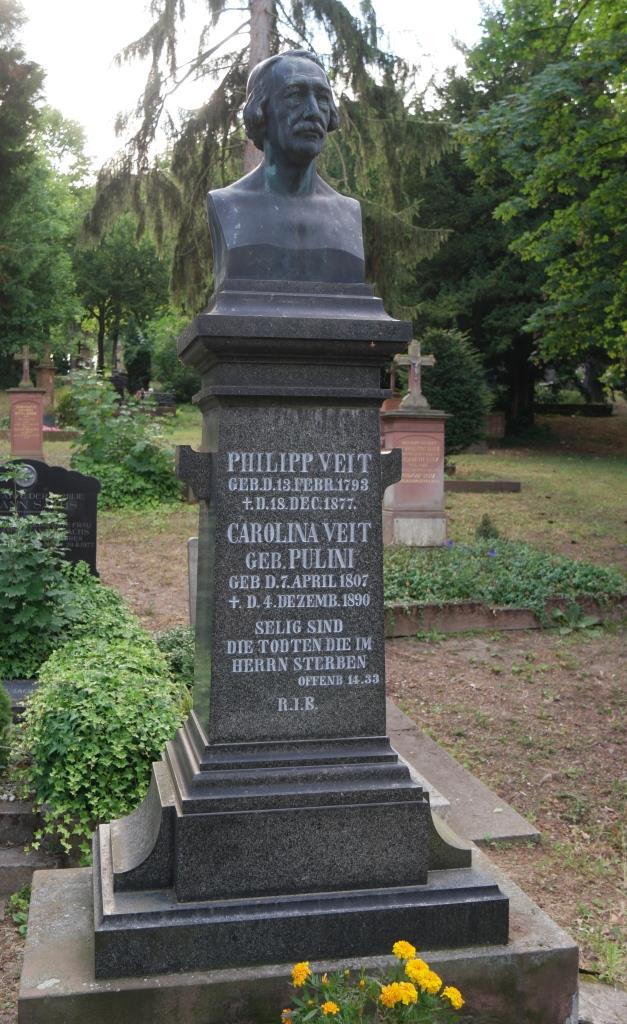
Grób Philippa Veita na cmentarzu głównym w Moguncji.

Zmarł 18 grudnia 1877 i został pochowany na cmentarzu głównym w Moguncji.